# Nägelesbach
Der Nägelesbach ist ein etwa 6 Kilometer langer Bach im und am Rande des Gemeindegebietes von Sulzbach-Laufen im Landkreis Schwäbisch Hall im nordöstlichen Baden-Württemberg, der nach insgesamt etwa westsüdwestlichem Lauf zwischen den beiden namengebenden Dörfern Laufen am Kocher und Sulzbach am Kocher der Gemeinde von rechts in den oberen Kocher mündet. Seine Talschlucht heißt Abtsklinge.

## Geographie

### Verlauf
Der Nägelesbach entsteht am oberen Ende einer Wiesenmulde am Südostrand des Sulzbacher Weilers Hohenberg, zu Füßen des im Osten sich erhebenden Altenbergs auf etwa 494 m ü. NHN. Nach kurzem Südwestlauf dreht er in seiner Mulde nach Süden und passiert ein paar einzeln stehenden Höfe und Wohnplätze der Streusiedlungsgemeinde. Danach tritt er in den Talwald ein, nimmt seinen ersten großen Zufluss Seewaldbach von links auf, der merklich höher als er selbst unterhalb der Südspitze des Altenbergs einer Quelle auf etwa 530 m ü. NHN entspringt. Ab diesem Zulauf folgt ein geschotterter Waldweg dem Bach bis zum Talende am Rande der Kocheraue. Der verstärkte Nägelesbach zieht durch seine schluchtartig werdende Abtsklinge weiter südwärts, bis in zum Seewaldbach parallelen Zulauf aus Osten wenig nordwestlich des Wohnplatzes Falschengehren ein weiterer Zufluss mündet.
In dessen Richtung zieht der Bach dann westlich weiter zu einer etwas verzogenen Talspinne, an der der Igelsbach von Süden zuläuft, dann der Nägelesbach über einen Wasserfall hianstürzt und kurz darauf ein Bach aus der Haselklinge von Norden her mündet. Dort ist die Klinge inzwischen 70–80 Höhenmeter in die umgebende Hochebene eingetieft, hernach wird der Einschnitt noch deutlich tiefer und breiter. Wo der ab der Talspinne am linken Hang laufende Waldweg sich auf den Grund senkt und den Bach quert, öffnet sich die inzwischen noch breiter gewordene Talsohle zu einer Wiese. Der Bach kehrt sich nun bald nach Nordwesten und zieht zu Füßen des Sulzbacher Hofes Egelsbach am rechten Hang vorbei ins Kochertal ein. An dessen Rand fließt ihm von rechts sein größter Nebenbach Heiligenbach zu. Unmittelbar danach unterquert er die B 19 und mündet dann weniger als 300 m weiter abwärts in dessen breiter Aue von rechts und Südosten zwischen Laufen am Kocher und Sulzbach am Kocher nördlich des vom Fluss umlaufenen Westsporns Kransberg auf 337,4 m ü. NHN von rechts in den oberen Kocher.

### Einzugsgebiet
Der Nägelesbach mit seinen Zuflüssen entwässert den Südwestabfall des Sulzbacher Waldes, naturräumlich gesehen ein Teil der Schwäbisch-Fränkischen Waldberge, im Bereich des Altenbergs durch steile und bewaldete Klingentäler zum dort im zum selben Naturraum gehörenden Sulzbacher Kochertal verlaufenden Kocher.
Das Einzugsgebiet umfasst 7,5 km², wovon über 90 % auf dem Gebiet der Gemeinde Sulzbach-Laufen liegen und die restlichen 0,6 km² in einer westlichen Nase der Adelmannsfeldener Gemeindegemarkung, die nur zwischen den oberen linken Zuflüssen des Seewaldbachs und des Bachs nördlich der kleinen Falschengehrener Rodungsinsel bis ans östliche Ufer des Nägelesbachs reicht.
Das Einzugsgebiet misst in längster Erstreckung etwa 3,8 km, vom Nordosten auf dem Doppelgipfel des 564,7 m ü. NHN hohen Altenbergs bis hin zur Mündung auf 337,4 m ü. NHN in den Kocher an seiner Westspitze. Unter einem Sechstel seiner Gesamtfläche liegen rechts dieser Ideallinie, weil es sich, durch den anfänglichen Südlauf des Baches, recht weit nach Süden erstreckt; deshalb erreicht es in Nord-Süd-Richtung eine Ausdehnung von etwa 3,3 km.
Fast drei Viertel des Einzugsgebietes sind bewaldet, das restliche starke Viertel bedecken überwiegend Wiesen, über die ein Teil der vielen Einzelgehöfte der Gemeinde Sulzbach-Laufen verstreut sind. Das Offenland liegt vorwiegend in und um die Wiesenmulde des oberen Bachs bei Hohenberg, auf dem langen Bergrücken zwischen Nägelesbach- und Heiligenbachklinge oder auf einem parallelen Bergrücken zwischen Heiligenbach und dem benachbarten Mühlenbach.
Die Wasserscheide zieht, an der Mündung beginnend, über den Bergrücken zwischen Heiligenbach und dem talabwärts in Sulzbach in den Kocher mündenden Mühlenbach durch Mühlenberg und das Hägeleshöfle nach Nordosten.
Sie folgt dann ungefähr der Trasse der Kohlenstraße nach Osten bis Hohenberg vor dem der Hochebene aufgesetzten Altenberg und erklimmt dort dessen turmbestandene Nordspitze in einem beginnenden Bogen nach Süden. Bis dorthin konkurriert jenseits der Hambach, der über den Klingenbach in die Bühler entwässert. Auf dem kurzen Stück bis zur Südspitze des Berges entwässert der höhere Bühlerzufluss Gerabronner Bach den jenseitigen Hang.
Danach läuft die Wasserscheide lange südwärts vor dem im Osten anliegenden Einzugsgebiet des oberhalb in den Kocher fließenden Rötenbachs und trennt dabei Falschengehren in seiner kleinen Lichtung vom Abtsgmünder Weiler Wegstetten außerhalb. Danach schwenkt die Grenzlinie in einem Bogen nach Westen, wobei sie den Laufener Weiler Schönbronn mitsamt seiner Rodungsinsel teilt, und folgt dann westwärts dem Kammweg der Heerstraße dicht an der Bachklinge durch den Laufener Wohnplatz Teutschenhof und dessen Weiler Heerberg mit seiner Höhenkirche auf den Kransberg; auf diesem Abschnitt entwässern außer gleich zu Anfang dem Lehenbach dann nur eher unbedeutende Wasserläufe zum im Süden schon recht nahen Kocher. Die kurze Falllinie vom Kransberg zur Mündung hinab schließt dann die Kontur der Wasserscheide.

### Zuflüsse und Seen
Hierarchische Liste der Zuflüsse und  Seen, jeweils von der Quelle zur Mündung. Gewässerlänge, Seefläche, Einzugsgebiet und Höhe nach den entsprechenden Layern auf der Onlinekarte der LUBW. Andere Quellen für die Angaben sind vermerkt.
Auswahl.
Ursprung des Nägelesbachs auf etwa 494 m ü. NHN am Südrand des Sulzbach-Laufener Weilers Hohenberg und am Westfuß des nördlichen Altenberg-Gipfels (564,7 m ü. NHN). Der Bach fließt zunächst in einer Wiesenflur südwestwärts.
- (Bach aus dem Haselwald), von rechts und Nordnordwesten auf etwa 459 m ü. NHN nahe Neuhorlachen, 0,5 km und ca. 0,3 km². Entsteht auf etwa 478 m ü. NHN im Haselwald nördlich von Engelsburg und wechselt bald in die Wiesenflur.
An diesem Zufluss wechselt der Nägelesbach auf Südlauf.
- Wolfganggraben, von links und Ostnordosten auf etwa 456 m ü. NHN etwa hundert Meter nach dem vorigen am Eintritt in den Seewald, 0,6 km und ca. 0,3 km². Entsteht auf etwa 485 m ü. NHN im Wald südwestlich des Nord- und westlich des Südgipfels des Altenbergs (ca. 555 m ü. NHN).
- (Abfluss des Kästlesbrunnens), von links und Ostnordosten auf etwa 449 m ü. NHN wenig nach dem vorigen, über 0,3 km[LUBW 7] und ca. 0,1 km². Der Kästlesbrunnen entspringt auf etwa 480 m ü. NHN.
- Seewaldbach, von links und Nordosten auf 439,1 m ü. NHN[LUBW 2] zwischen den Waldteilen Seewald im Nordosten, Abtswald im Südosten und Burgertswald im Westen, 1,0 km und über 0,3 km². Entsteht auf etwa 530 m ü. NHN am Südwestabfalls des südlichen Altenberg-Gipfels.
- (Bach aus dem Abtswald), von links und Ostnordosten auf wenig unter 416 m ü. NHN[LUBW 2] etwa 0,3 km nordwestlich des Einzelhauses Falschengehren in der gleichnamigen Waldlichtung, 0,8 km und ca. 0,7 km². Entsteht auf etwa 455 m ü. NHN im Abtswald.
In Fortsetzung der Richtung von diesem Zufluss läuft der Nägelesbach in der Folge lange ungefähr westwärts.
- Igelsbach, von links und Südosten auf etwas unter 400 m ü. NHN zwischen den Waldteilen Brand im Norden, Laubhalde im Südosten und Liegelwald im Westen, 1,2 km und ca. 0,9 km². Entsteht auf etwa 472 m ü. NHN ungefähr 0,3 km nordöstlich des Weilers Schönbronn in dessen Rodungsinsel.
  - (Bach am Schaffeld), von links und Südsüdwesten auf etwa 430 m ü. NHN etwa 0,3 km nordwestlich von Schönbronn, 0,4 km und unter 0,2 km². Fließt dem Nordwestrand der Schönbronner Rodungsinsel zum Waldteil Ochsenreute entlang.
    -  Entfließt auf etwa 455 m ü. NHN einem Teich westlich von Schönbronn, 0,2 ha.

  - (Bach durch den Liegelwald), von links und Südwesten auf etwa 425 m ü. NHN kurz nach dem vorigen, 0,6 km und ca. 0,2 km². Entsteht auf etwa 460 m ü. NHN im Waldteil Seewald.
- Fällt über den ca. 5 m hohen Laufener Wasserfall.
- (Bach aus der Haselklinge), von rechts und Nordosten auf 390,4 m ü. NHN[LUBW 2], 1,2 km und ca. 0,6 km². Entsteht auf etwa 467 m ü. NHN wenig südwestlich des Ochsenhöfles am Rand des Burgertswaldes
- Passiert einen Teich auf knapp 350 m ü. NHN links am Lauf gegenüber dem Hof Egelsbach auf dem Hang, 0,1 ha.
Hier läuft der Bach schon etwas über 0,3 km nordwestwärts und danach bis zur Mündung nochmals ebenso lang.
- Heiligenbach, von rechts und Ostnordosten auf etwas unter 344,3 m ü. NHN[LUBW 2] vor der Unterquerung der B 19 am Kochertalrand, 2,7 km und ca. 2,0 km². Entsteht auf etwa 475 m ü. NHN nahe einer Forstlichtung im Buewald.
  - (Bach aus der Gutschenklinge), von links und Osten auf 372,5 m ü. NHN[LUBW 2] in der Waldschlucht östlich es Kleinteutschenhofs, 1,4 km und ca. 0,7 km². Entspringt auf etwa 471 m ü. NHN am Öchsenhöfle.

Mündung des Nägelesbachs von rechts und zuletzt Südosten auf 337,4 m ü. NHN nahe dem Steigenfuß der B 19 nördlich unterm Kransbach beim Braunhof von Laufen am Kocher in den oberen Kocher. Der Nägelesbach ist 5,9 km lang und hat ein 7,5 km² großes Einzugsgebiet.

### Gemeinden und Ortschaften
An den obersten Lauf des Nägelesbachs grenzt rechts das Weichbild von Hohenberg, sonst gibt es keine Besiedlung unmittelbar am Lauf. Über seiner südwärts laufenden Wiesenmulde liegen dann erst Altenberg links am unteren Fuß des gleichnamigen Bergs, danach Engelsburg und Neuhorlachen rechts auf der Hochebene vor seinem Waldeintritt, alles Höfe und Wohnplätze im Gemeindeteil Sulzbach am Kocher von Sulzbach-Laufen in einem Abstand von 100 bis 200 Metern.
Nächste und zugleich letzte Siedlung in einiger Nähe des Laufes ist dann erst wieder der Hof Egelsbach, der an der Straßensteige der K 2634 in 50 Metern Abstand auf dem rechten Hang über dem nordwestwärts ziehenden Unterlauf liegt.
Im Einzugsgebiet liegen außer den genannten Siedlungen noch eine Kette von Streusiedlungsplätzen auf dem ostnordöstlich ziehenden Bergrücken entlang oder neben der genannten Kreisstraße nach ihrer Steigenstrecke, nämlich nacheinander Aichenrain und die Ochsenhalde, Haslach, Grauhöfle und Öchsenhöfle; dazu auf dem nordwestlich parallelen Bergrücken zwischen dem Heiligenbach und dem Mühlenbach die Orte Mühlenberg und Hägeleshöfle; am rechten Hang des Heiligenbachs bei dessen Kochertaleintritt der Kleinteutschenhof. Alle bisherigen liegen auf Sulzbacher Teilgemarkung.
Dazu kommen noch auf der Teilgemarkung Laufen am Kocher von Sulzbach-Laufen der einsam in seiner kleinen Waldlichtung links über dem mittleren Nägelesbachlauf liegende Hof Falschengehren; der halbe Weiler Schönbronn an der südlichen Wasserscheide; Teile des Teutschenhofs und von Laufen selbst im Bereich der Heerstraße sowie von Heerberg, die auf dem Kamm links des Unterlaufs liegen.
Der Gebietsanteil der Gemeinde Adelmannsfelden, der einzigen anderen mit einem Einzugsgebietanteil, ist eine völlig unbesiedelte Waldfläche im Abtswald am Ostrand.

## Schutzgebiete
Ab dem unteren Westlauf der Nägelesbachs gehören der Talgrund und die Hänge bis halb hoch dem Landschaftsschutzgebiet „Kochertal mit angrenzenden Höhenzügen“ an, es schließt einige Hangwaldstücke ein. Fast die gesamten Laufabschnitte des Nägelesbachs und seiner Zuflüsse stehen unter Biotopschutz.
Große Flächen im Einzugsgebiet sind Wasserschutzgebiete, nämlich 97 ha zwischen einer Linie Nordspitze des Altenbergs – Öchsenhöfle im Nordwesten und dem Seewaldbach im Südosten, mit auch einem kleinen Gebietsanteil am Südosthang des Altenbergs jenseits der Wasserscheide; 26,52 ha mit der und um die Falschengehrener Lichtung; 8,81 ha bei Aichenrain im Entwässerungsbereich einer hier unter den Zuflüssen nicht aufgeführten rechten Nebenklinge.

## Geologie
Der Nägelesbach verläuft insgesamt im Mittelkeuper. Sein Ursprung bei Hohenberg liegt im Stubensandstein (Löwenstein-Formation), der des höher entstehenden Seewaldbachs dagegen darüber im Knollenmergel (Trossingen-Formation). Etwa an der erwähnten Talspinne, wo Igelbach und der Zulauf aus der Haselklinge münden, schneidet er sich in die Unteren Bunten Mergel (Steigerwald-Formation) ein und zwischen seiner Nordwestwende am Unterlauf und dem Hof Egelsbach erreicht er den Schilfsandstein (Stuttgart-Formation), am Eintritt ins Kochertal dann den Gipskeuper (Grabfeld-Formation), in dem er auch mündet.
Die höchste geologische Schicht im Einzugsgebiet ist auf der Nordkuppe des Altenbergs isoliert liegender Lias.

### LUBW
Amtliche Online-Gewässerkarte mit passendem Ausschnitt und den hier benutzten Layern: Lauf und Einzugsgebiet des Nägelesbachs

Allgemeiner Einstieg ohne Voreinstellungen und Layer: Daten- und Kartendienst der Landesanstalt für Umwelt Baden-Württemberg (LUBW) (Hinweise)
1. 1 2  Höhe nach dem Höhenlinienbild auf dem Hintergrundlayer Topographische Karte.
2. 1 2 3 4 5 6 7 8 9  Höhe nach grauer Beschriftung auf dem Hintergrundlayer Topographische Karte.
3. 1 2  Länge nach dem Layer Gewässernetz (AWGN).
4. 1 2  Einzugsgebiet nach dem Layer Basiseinzugsgebiet (AWGN).
5. ↑  Seefläche nach dem Layer Stehende Gewässer.
6. ↑  Einzugsgebiet abgemessen auf dem Hintergrundlayer Topographische Karte.
7. 1 2  Länge abgemessen auf dem Hintergrundlayer Topographische Karte.
8. ↑  Schutzgebiete nach den einschlägigen Layern, Natur teilweise nach dem Layer Geschützte Biotope.

### Andere Belege
1. ↑  Hansjörg Dongus: Geographische Landesaufnahme: Die naturräumlichen Einheiten auf Blatt 171 Göppingen. Bundesanstalt für Landeskunde, Bad Godesberg 1961. → Online-Karte (PDF; 4,3 MB)
2. ↑  Geologie nach den Layern zu Geologische Karte 1:50.000 auf: Mapserver des Landesamtes für Geologie, Rohstoffe und Bergbau (LGRB) (Hinweise)